# Francesco Bevilacqua (giurista)

Stemma dei Bevilacqua.

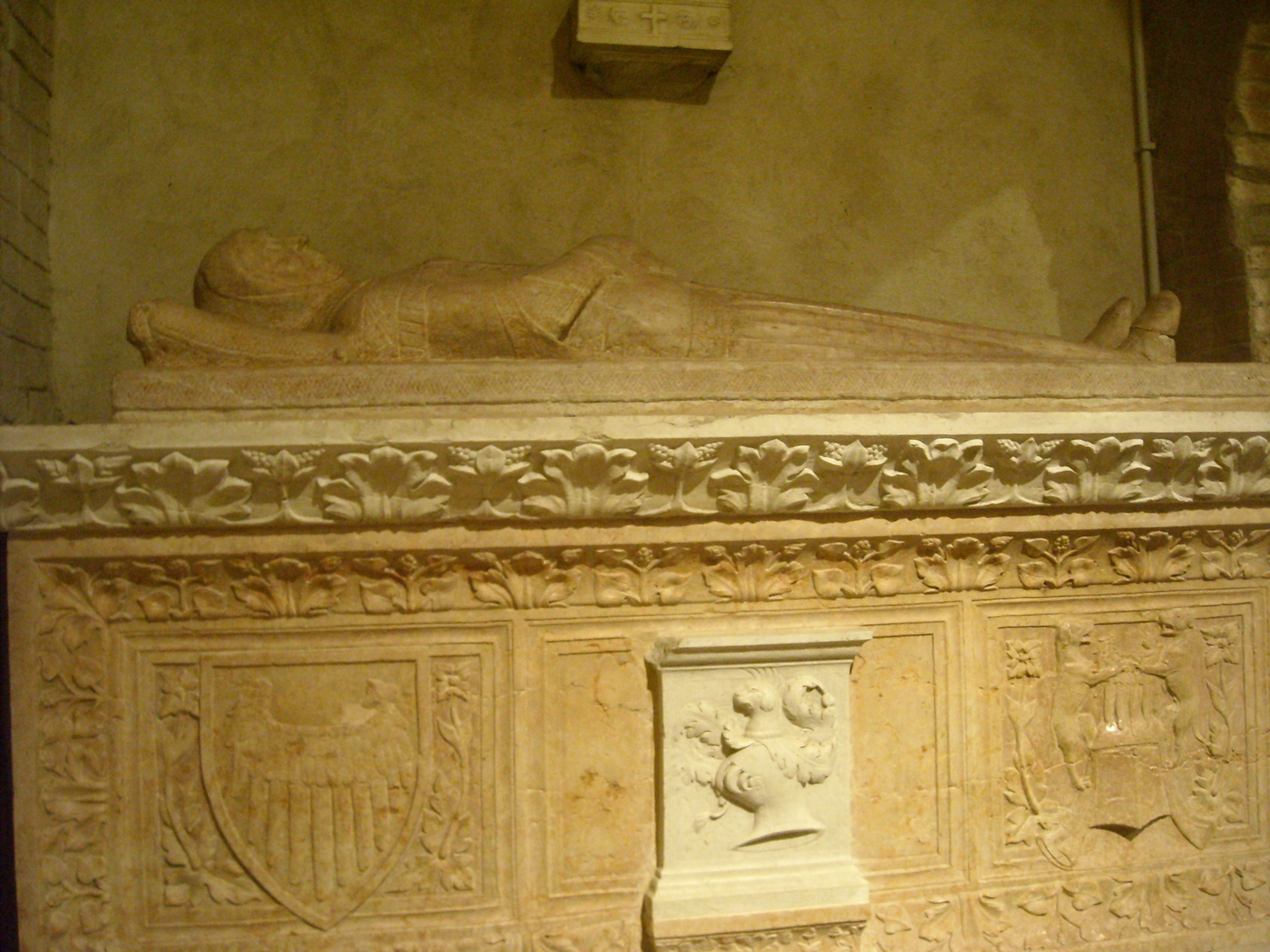
Verona, Chiesa delle Sante Teuteria e Tosca, tomba di Francesco Bevilacqua

Francesco Bevilacqua (1304 – Verona, 19 ottobre 1368) è stato un giurista e ambasciatore italiano.

## Biografia
Era figlio di Guglielmo I Bevilacqua e di Maria Manzoni e fu uno degli esponenti più importanti della nobile famiglia Bevilacqua.
Seguendo le orme paterne fu uomo di fiducia ed ambasciatore della potente famiglia degli Scaligeri di Verona. Nel 1336 Alberto II della Scala lo confermò nel feudo di Bevilacqua, già in possesso della famiglia. Nel 1343 fu procuratore degli Scaligeri a trattare la pace con gli Estensi, che gli conferirono la cittadinanza di Ferrara. Nel 1348 venne nominato ambasciatore a Milano presso i Visconti e nel 1350, per procura, entrò nella lega formata dagli Estensi, dal Papato e dai fiorentini per riportare la pace nell'Italia settentrionale. Nel 1355 posò la prima pietra della futura fortezza di Verona, Castelvecchio, dimora di Cangrande II della Scala, che lo armerà cavaliere. Nel 1361 l'imperatore Carlo IV confermerà Francesco nei suoi territori, compreso il castello Bevilacqua.
Morì nel 1368 e venne sepolto a Verona nella Chiesa delle Sante Teuteria e Tosca, nella quale fece edificare due altari in onore dei santi Guglielmo e Francesco.

## Discendenza
Francesco sposò nel 1334 Anna Zavarise dalla quale ebbe due figli:
- Guglielmo (1334-1397), condottiero
- Migliore (?-1365), arcivescovo di Palermo